# Monumentul Luptei Anticomuniste
Monumentul Luptei Anticomuniste sau monumentul Aripi este o sculptură a artistului Mihai Buculei amplasată la sfârșitul lunii decembrie 2015 în Piața Presei Libere din București, în locul fostei statui a lui Lenin.  
Proiectul monumentului a fost inițiat de către Asociația Foștilor Deținuți Politici din România încă din anul 1994. Conceptul artistic a fost realizat de sculptorul Mihai Buculei în urma unui concurs de soluții organizat în anul 2004. 

## Istoric
Inaugurarea monumentului a avut loc la 30 mai 2016, în prezența delegației Asociației Foștilor Deținuți Politici din România, condusă de dl. Octav Bjoza, a președintelui Klaus Iohannis, a presei și a publicului.
În mod simbolic, amplasamentul monumentului a fost ales exact pe locul fostei statui a lui Lenin, în fața Casei Scînteii, o clădire reprezentativă a dictaturii comuniste. Monumentul „Aripi” domină vizual intrarea în cartierele Băneasa și Pajura. Monumentul a costat mai mult de 3,5 milioane de euro.

## Realizare arhitecturală
Statuia - simbol al libertății și al avântului neîngrădit spre cer - este constituită din trei mari aripi, reprezentate stilizat, realizate din oțel inoxidabil și placate cu bronz patinat. Soclul masiv al monumentului este acoperit cu plăci de marmură roșie (reutilizate din postamentul fostei statui a lui Lenin). La baza monumentului, separat față de soclul acestuia, se află o placă memorială. 
Opera înaltă de 30 de metri reprezintă trei aripi stilizate, realizate din oțel inoxidabil placate cu bronz patinat, și este un monument dedicat luptei anticomuniste din România. Lucrarea are o greutate de 102 tone și o înălțime de aproximativ 24 de metri, iar soclul acoperit de granit pe care este amplasată are o înălțime de 6 metri. În comparație, Arcul de Triumf are o înălțime de 27 de metri.
Statuia este amplasată pe axul Casei Presei Libere și a șoselei Regele Mihai I (fostă Șoseaua Kiseleff), pe direcția nord-vest.

## Vezi și
- Monumentul Rezistenței Anticomuniste din Cluj-Napoca